# Scarlet Spider
Scarlet Spider är namnet på flera fiktiva figurer i Marvels universum. Den första Scarlet Spider-Man, Ben Reilly, skapades av Gerry Conway och Ross Andru. Sedan Reilly, har både Peter Parker, Joe Wade, Michael Van Patrick, Kaine och Felicity Hardy använt namnet Scarlet Spider.

## Ben Reilly
Ben Reilly är en klon gjord på Peter Parkers celler. En skurk vid namn Jackal stal celler från Peter och gjorde klonen. Han har Peters utseende, krafter, minnen och känslor. Han klär sig bakom en hel-röd hel-kropps dräkt med en blå munktröja utan armar, med en svart spindel på framsidan. Scarlet Spider kommer fram runt 1996 och i mer än fem nummer tar han över huvudrollen i tidningen helt. I USA kallades dessa tidningar "Web of Scarlet Spider", men i Sverige fortsatte dessa heta Spindelmannen. Klonen dör i ett nummer senare fram i årgångarna.